# Diego de Aliaga y Santa Cruz
Diego de Aliaga-Sotomayor y Santa Cruz (Lima, 1784 – Callao, Perú, 1825) fue un militar, comerciante y político peruano, perteneciente a la aristocracia limeña. Fue el primer Vicepresidente Constitucional de la República del Perú en jurar al cargo, ejerció entre 1823 y 1824 durante la presidencia de José Bernardo de Tagle. 

## Biografía
Nacido en Lima el 9 de setiembre de 1784, fue hijo segundo del capitán Sebastián de Aliaga y Colmenares, VI marqués de Zelada de la Fuente, y María de las Mercedes Santa Cruz y Querejazu, IV condesa de San Juan de Lurigancho. Fue Teniente del Regimiento de la Nobleza y ascendido luego Capitán de la Guardia de Alabarderos y Arqueros de Palacio al servicio del virrey José Fernando de Abascal y de su sucesor Joaquín de la Pezuela hasta 1817, cargo meramente honorífico.
Al mismo tiempo se dedicó al comercio y estuvo comprometido varias veces con los que en Lima conspiraban y promovían la revolución contra el Gobierno español. Así lo denunciaron varios propagandistas enviados desde Chile para contactarse con los patriotas peruanos, como José García, quien afirmó haber entregado a un intermediario la carta que José de San Martín enviara a Diego de Aliaga (15 de febrero de 1820). Pese a todo, por su posición social y moderación fue nombrado para integrar la junta que debía preparar la jura de la Constitución liberal de la monarquía española (20 de setiembre de 1820). Por entonces su interés por la independencia pareció vacilar pues negó a los patriotas un préstamo necesario para decidir el paso del Batallón Numancia y aun rogó que no se le mezclara en tales preparativos. Pero sus dudas se despejaron cuando San Martín proclamó la independencia el 28 de julio de 1821. Entonces se volcó a participar en la vida política de la naciente República.
Fue asociado a la Orden del Sol (12 de diciembre de 1821) y nombrado Consejero de Estado (23 de enero de 1822). El Congreso le nombró primer vicepresidente de la República (18 de noviembre de 1823), en tanto que otorgaba la Presidencia al Marqués de Torre Tagle. Cuando las fuerzas realistas amenazaron Lima a principios de 1824, el Congreso confió poderes dictatoriales a Simón Bolívar, por lo que tanto Aliaga como Tagle declinaron sus investiduras (10 de febrero de 1824). Ambos también fueron implicados en la responsabilidad derivada de los tratos entablados con los realistas para establecer un gobierno que debían compartir con el virrey José de la Serna. Por eso, cuando los patriotas evacuaron la capital, los dos permanecieron escondidos en Lima en lugar de acompañar a la evacuación, por temor a las represalias de Bolívar, y luego se presentaron como prisioneros ante el general realista Juan Antonio Monet. Y cuando los realistas abandonaron Lima, los dos buscaron refugio en los castillos del Callao, que fueron sitiados por el ejército de la Gran Colombia y del Perú. Allí murió Diego de Aliaga, víctima del escorbuto (noviembre de 1825). Durante el proceso que se le abrió, se le exoneró del cargo de traición, que recayó sobre el general Juan de Berindoaga, pero sus bienes fueron secuestrados por el Estado peruano.
Contrajo matrimonio con Clara Buendía y Carrillo, heredera del título y marquesado de Castellón, sin descendencia. 